# Troleibuzul 92
Troleibuzul 92 este un film românesc de scurtmetraj din 2009 regizat de Ștefan Constantinescu. Rolul principal a fost interpretat de actorul Gheorghe Ifrim.

## Prezentare
Troleibuzul 92 prezintă o conversație telefonică a unui bărbat, care este pasager într-un troleibuz.

## Distribuție
Distribuția filmului este alcătuită din:
- Gheorghe Ifrim